# 마루초등학교
마루초등학교는 경기도 오산시에 있는 공립 초등학교이다.

## 학교 연혁
- 2025년 9월 1일 : 개교